# Шарл Бодлер
Шарл Бодлер (фр. Charles Pierre Baudelaire; Париз, 9. април 1821 — 31. август 1867) је био француски песник, претеча и утемељитељ модернизма.

## Биографија

### Детињство и младост
Бодлер је рођен у Паризу 9. априла 1821. године. Његов отац, високи државни службеник и аматерски уметник, преминуо је током Бодлеровог детињства 1827. године. Следеће године, његова мајка, Каролина, која је била тридесет четири године млађа од његовог оца, преудала се за потпуковника који је касније постао француски амбасадор на различитим племићким дворовима. 
Бодлер је имао близак и сложен однос са својом мајком. Он је касније изјавио: „Волео сам своју мајку због њене елеганције”. Он јој је касније писао: „У мом детињству је постојао период страствене љубави према Вама”. Његов очух је био строг, али је ипак бринуо за Бодлерово васпитање и будућност.
Бодлер се образовао у Лиону, где је био присиљен да борави у пансиону, далеко од своје мајке (чак и за време празника) и прихвати очухове строге методе, што укључује и забрану одласка кући. Присећајући се тих година, написао је: „Згрозим се када помислим на те године ... на тужно детињство, самоћу у срцу“. У четрнаестој години Бодлера су у његовом разреду описивали као много прецизнијег и различитијег од других његових колега ученика. Бодлер је био несталан у својом студијама, понекад је био марљив, а понекад нерадан. 
У осамнаестој години, Бодлер је описан као „узвишен карактер, понекад веома мистичан, а понекад веома неморалан и циничан”. Био је неодлучан када је реч о његовој будућности. Рекао је своме брату: „Ја не осећам да имам неко звање”. Његов очух је за њега имао у плану каријеру у праву или дипломатији, али Бодлер је одлучио да се посвети књижевној каријери. 
Бодлер је често посећивао проститутке и у том периоду се заразио гонорејом и сифилисом.На препоруку свог старијег брата Алфонса (судија), отишао је код апотекара познатог по третманима за полне болести. Неко време је живео са проститутком Саром, а и са својим братом, када је био у лошој финансијској ситуацији. Од очуха је добијао ниске дневнице које је веома брзо трошио. Бодлер је почео да се задужује, углавном због куповине одеће. Његов очух је захтевао финансијске обрачуне и написао Алфонсу: „Дошао је тренутак да нешто учинимо и сачувамо Вашег брата од пропасти“. У нади да ће успети да га промени и направи човека од њега, очух га је послао на путовање у Индију 1841. године, уз надзор бившег морнаричког капетана. Бодлерова мајка је била тужна због његовог непримерног понашања.
То напорно путовање није утицало да Бодлер скрене мисли са књижевне каријере нити да промени своје понашање и животне ставове, тако да је договорено да поморски капетан врати Бодлера кући. Са путовања се вратио кући богатији за многа искуства (једно од њих је јахање слонова) и са импресијама везаним за море, једрење и егзотичне луке, што је касније искористио у својој поезији. Бодлер се вратио у Париз након мање од годину дана одсуства. На жалост његових родитеља, био је решен више него икада да настави своју књижевну каријеру. Његова мајка је касније рекла: „Ох, какви јади! Да је Шарлову каријеру водио његов очух, она би била много другачија него што јесте ... он не би оставио трага у књижевности, његово име не би било упамћено на тај начин, то је истина, али био би много срећнији, сви бисмо били срећнији”.
Бодлер се ускоро вратио рецитовању својих необјављених песама и уживао је у додворавању његових уметничких вршњака. У двадесет првој години, добио је велико наследство, преко 100.000 франака и четири парцеле земљишта, али је већину тог богатства потрошио у року од неколико година. Његови нагомилани дугови су далеко премашивали његов годишњи приход и из очаја, његова породица је ставила имовину под хипотеку. У то време (1844) он се састајао са госпођицом Жаном Дувал, црнкињом, кћерком једне од проститутки из Нанта. То је била његова најдужа романтична веза током које је спознао чари и горчине страсти. Она је била љубавница фотографа и карикатуристе по имену Надар.

## Каријера
Иако његова дела 1843. године још увек нису била објављена, Бодлер је постао познат у уметничким круговима као кицош и расипник. Куповао је књиге, а уметничка дела и антиквитете није могао да приушти себи. Током 1844. године храну је узимао на кредит, а половину своје имовине је изгубио. Бодлер је редовно молио своју мајку да му да новац док је он покушавао да унапреди своју каријеру. Он се састао са Балзаком и у том периоду је написао многе песме које су се нашле у збирци Цвеће зла. Његово прво објављено уметничко дело је преглед „Салон из 1845”. Бодлер је показао да је желео да буде добро информисан, био је страствени критичар и привукао је пажњу уметничке заједнице. Тог лета приходи су били скромни, а дугови велики, био је сам и сумњичав према будућности, јер су „замор пада у сан и замор буђења неиздрживи”. Одлучио је да почини самоубиство и остави остатак своје баштине љубавници. Међутим, није се убио, само је површно ранио себе ножем. Док се опорављао, молио је своју мајку да га посети, али она није обраћала пажњу на његове молбе, највероватније због тога што јој је супруг бранио да посети сина. Бодлер је неко време био бескућник и потпуно отуђен од својих родитеља.
Током 1846. године написао је други Салон преглед и добио је додатни кредибилитет као посланик и критичар романтизма. Следеће године била је објављена Бодлерова новела La Fanfarlo. 
Бодлер је учествовао у револуцији од 1848. Неколико година је био заинтересован за републичку политику, али на његове политичке тенденције су више утицали емоционални ставови него чврста уверења. Његов очух је, такође, био учесник у револуцији. Током 1850. године, Бодлер се борио са слабим здрављем, притиском дугова и нередовношћу писања и испољавања своје уметничке стране. Често се премештао из једног у други стан и одржавао један нелагодан однос са својом мајком, често је молећи за новац (њена писма упућена њему нису пронађена). Он је прихватио да ради многе пројекте које није био у стању да заврши потпуно, али је успео да заврши превод прича Едгара Алана Поа које су биле објављене. Бодлер је научио енглески у свом детињству, и готички романи, и Поове кратке приче, постали су његова најдража материја за читање. 
Након што му је преминуо очух 1857. године, Бодлер га није ни споменуо, али се саосећао са својом мајком како би се њихов однос поправио. Још увек снажно емотивно везан за њу, у тридесетшестој години писао јој је: „Ја верујем да ти припадам у потпуности и да припадам само теби“.

### Цвеће зла
Бодлер је 1857. године објавио своју најпознатију збирку Цвеће зла (фр. Les Fleurs du mal). Неке од тих песама већ су се појавиле у Revue des Deux mondes, кад су објављени од стране Бодлеровог пријатеља који је наследио посао штампе у Аленцону.
Песме су стекле малобројну публику, али предмет песама је привукао пажњу јавности. Бодлеров утицај на друге уметнике је, како је изјавио Теодор де Банвил, био „огроман, простран, неочекивано помешан са дивљењем и са неким неописивим страхом и узнемиреношћу“. Флобер је био импресиониран и написао је Бодлеру: „Пронашли сте начин за обнављање романтике ... Познато је да сте непопустљиви као мрамор и продорни као енглеска магла“. 
Неке од главних тема су биле секс и смрт, што се сматрало скандалозним. Такође је дотакнута и лезбијска љубав, туга, корупција у граду, изгубљена невиност, тешкоћа живљења и вино. У неким песмама се примећује сликовит приказ осећаја за мирисе како би се пробудио осећај носталгије за прошлост и интиму.
Неки критичари зову неке од песама „ремек-дела страсти, уметности и поезије“. Ј. Хабас је негативно прокоментарисао Бодлерову збирку: „Све оно што није скарадно, неразумљиво је, а све што се може разумети, распада се“. Тада је Бодлер одговорио на овај приговор у писму својој мајци: „Ви знате да сам увек сматрао да књижевност и уметност треба стварати независно од морала. За мене је довољна лепота и стилизована концепција”. Али у овој књизи, чији наслов (цвеће зла) све говори, као што се види, сва лепота је мрачна и хладна. Збирка је настајала уз бес и стрпљење. Књига изазива бес код људи. Бодлер је причао да је некада био престрављен ужасом који га надахњује. Рекао је: „Они ми све оспоравају, стваралачки дух, па чак и познавање француског језика. Не занимају ме речи тих имбецила, и знам да ће ова књига, са својим врлинама недостацима, направити свој пут и спомен у књижевности, чак и поред најбољих песама већ добро познатих песника”.
Бодлер, његов издавач и штампар, успешно су процесуирани за стварање прекршаја против јавног морала. Бодлера су новчано казнили, али није био у затвору. Шест песама је било потиснуто, али су касније штампане (Брисел, 1866). Још једно издање збирке Цвеће зла, без тих песама, али уз значајне додатке, појавило се 1861. године. Виктор Иго му је написао: „Твоје цвеће зла сија и блешти попут звезда ... ја свом својом снагом поздрављам Ваш снажан дух“. Готово сто година касније, шест песама је поново било забрањено у Француској.

### Последње године
Током 1859. године, његове болести, његова дугорочна употреба тинктура опијум, његов живот пун стреса и сиромаштва је постао комерцијалан и Бодлер је приметно узрастао. Али на крају, његова мајка је пристала да он живи са њом у Хонфлеуру. Бодлер је био продуктиван у миру, у приморском граду, а неке његове песме су пример његовог напора у том периоду. 
Његове финансијске тешкоће су поново расле, а нарочито након што је његов издавач Пол Маласис отишао у банкрот 1861. године. Године 1864, оставио је Париз због Белгије, делимично у нади да може продати права на његова дела и да држи предавања. Његов дугогодишњи однос са госпођицом Дувал настављен је испрекидано, али јој је он помагао до краја живота. Бодлер је успоставио посебан однос са једном глумицом и једном куртизаном, и ти односи су били извор велике инспирације, никада нису произвели неко дуготрајно задовољство. Пушио је опијум, у Бриселу је почео да се опија. Бодлер је преживео јак мождани удар 1866. године, након чега је уследила и парализа. Последње две године свог живота провео је полу-паралисан у Бриселу и Паризу, где је и умро 31. августа 1867. Бодлер је сахрањен у Паризу. 
Многа Бодлерова дела су објављена након његове смрти. После његове смрти, његова мајка је отплаћивала његов знатан дуг. Рекла је: „Видим да мој син, упркос свим својим грешкама, има своје место у књижевности“. Живела је још четири године након његове смрти.

## Критике
Бодлер је био активан учесник у уметничком животу свога доба. Као критичар и есејист, он је написао опсежно о темама из француске културе. Он је био искрен са пријатељима и непријатељима, ретко када је имао дипломатски приступ и понекад је одговарао вербално насилно. 
Едгар Алан По
Бодлер је имао много тога заједничког са Поом, (који је умро 1849. у четрдесетој години живота). Обојица су имали сличан сензибилитет, борили са болестима, сиромаштвом и сетом. Бодлер је видео у Поу претходника и покушавао је да буде његов француски колега савременик. Бодлер се у великој мери бавио преводом Поових дела, а преводи су му били нашироко хваљени. Бодлер није био први француски преводилац Поових дела, али његове преводе сматрали за најбоље. 
Теофил Готје
Готје, писац и песник, зарадио је Бодлерово поштовање због савршености форме коју је имао и због мајсторства језика. Готје је често имао медитације о смрти и ужасу живота који су утицали на теме у Бодлеровим списима. У знак захвалности за своје пријатељство и истоветност визија, Бодлер му је посветио збирку песама Цвеће зла. 
Надар
Надар је био карикатуриста, научник и фотограф. Бодлер се дивио Надару, једном од његових најближих пријатеља и написао је: „Надар је најневероватнији приказ виталности“. Кретали су се у сличним круговима и Бодлер је остварио многе друштвене везе преко Надара. Надарова бивша љубавница госпођица Дувал постала је Бодлерова љубавница 1842. године. Бодлер је око 1850. године постао заинтересован за фотографије.

### Филозофија
Многи филозофи су сматрали Бодлера скандалозним и провокативним за своје време. Он је писао о широком распону тема. 
Љубав
„Постојао је несавладив укус за проституцију у срцу човека, из које долази његово ужасавање од самоће. То ужасавање од самоће је потреба да се изгубе у спољном телу, да човек племенити осети потребу за љубављу.” 
Брак
„Неспособна да угуши љубав, црква је хтела бар да је дезинфикује и створила је брак.” 
Уметник
„Што се више човек интересује за уметност, постаје мање груб... Уметник никад не излази из себе.” 
„Стил је карактер.”
Ужитак
„Лично, мислим да јединствена и врховна наслада лежи у злу - и мушкарци и жене познају од рођења да све задовољство лежи у злу.” 
Политика
„Немам уверења као што их имају људи у мом веку, јер ја немам амбиција ... Међутим, ја имам нека уверења која не могу бити схваћена од стране људи из мог времена.”
Ђаво
„Највећа лукавост ђавола је у томе што нас је убедио да не постоји.”

## Утицај
Бодлер је имао знатан утицај на француску и енглеску књижевност. Најзначајнији француски писци који су дошли после њега су га великодушно хвалили. Четири године након његове смрти, Артур Рембо га је похвалио у писму и написао за њега да је „краљ песника, прави Бог”. Године 1895, Стефан Маларме је објавио сонет у знак сећања на Бодлера. 
У енглеском говорном свету, Едмунд Уилсон је сматрао да је Бодлер покренуо покрет симболист на основу својих превода Поа. Елиот је сматрао да је Бодлер био „велики геније” и оценио је да је имао „непроцењиву техничку вештину... стих представља неисцрпну студију за потоње песнике, и то не само у француском језику”. 

## У популарној култури
Наведено је да је у популарној телевизијској серији Ангел, Ле Вампире заиста настао због инспирисаности Бодлером. 